# Zdeslav Vrdoljak
Zdeslav Vrdoljak (* 15. März 1971 in Split) ist ein ehemaliger kroatischer Wasserballspieler. Er gewann mit der kroatischen Nationalmannschaft 1996 eine olympische Silbermedaille und wurde 2007 Weltmeister.

## Sportliche Karriere
Zdeslav Vrdoljak spielte in seiner Karriere in seiner Heimatstadt bei VK Mornar Split, VK Jadran Split und VK POŠK Split. In Kroatien war er auch für Vela Luka und für HAVK Mladost Zagreb aktiv. Im Ausland wirkte er bei Padua in Italien und bei Zamalek in Ägypten.
Der 1,89 Meter große Vrdoljak spielte 1994 mit der Nationalmannschaft bei der Weltmeisterschaft in Rom. Die Kroaten unterlagen im Halbfinale den Italienern mit 5:8. Das Spiel um die Bronzemedaille gegen die russische Mannschaft verloren die Kroaten mit 13:14 nach der zweiten Verlängerung. Im Jahr darauf bei der Europameisterschaft 1995 in Wien belegten die Kroaten nach Niederlagen gegen Ungarn im Halbfinale und gegen die deutsche Mannschaft im Spiel um den dritten Platz ebenfalls den vierten Platz. 1996 bei den Olympischen Spielen 1996 in Atlanta erreichten die Kroaten in ihrer Vorrundengruppe den dritten Platz. Im Viertelfinale trafen die Kroaten auf die jugoslawische Mannschaft, eigentlich die Mannschaft von Serbien und Montenegro. Nach ihrem 8:6-Sieg bezwangen die Kroaten im Halbfinale die Italiener mit 7:6. Im Finale gewannen dann die Spanier mit 7:5. Vrdoljak erzielte vier seiner fünf Turniertore in der Vorrunde und eins im Viertelfinale. Im Jahr darauf bei den Mittelmeerspielen 1997 in Bari siegte das Team aus Rest-Jugoslawien vor den Kroaten und den Spaniern. 1998 belegte die kroatische Mannschaft den neunten Platz bei der Weltmeisterschaft in Perth.
Nach einer langen Unterbrechung kehrte Vrdoljak 2007 in die Nationalmannschaft zurück. Bei der Weltmeisterschaft 2007 in Melbourne bezwangen die Kroaten im Halbfinale die serbische Mannschaft und besiegten im Finale die Ungarn nach Verlängerung. Beim olympischen Turnier 2008 in Peking unterlagen die Kroaten im Viertelfinale der Mannschaft aus Montenegro und belegten in den Platzierungsspielen den sechsten Rang. Zdeslav Vrdoljak erzielte im Turnierverlauf drei Tore.